# Il faut y croire pour le voir
Il faut y croire pour le voir est un album de bande dessinée d'Alain Bignon et Jean-Claude Forest paru dans la collection Long Courrier en 1996. Il a reçu le Prix Bloody Mary (ancien nom du Grand Prix de la Critique) de l'ACBD en 1997.

## Synopsis
Narcisse Mulot, un écrivain en quête d'inspiration, s'installe à Morlec en Bretagne. Mais il est distrait par les personnages du village et par la résolution d'un mystère.

## Personnages principaux
- Narcisse Mulot : écrivain
- Paimpol : petit garçon
- une pécheresse pulpeuse
- des chats

## Publication
L'album paraît chez Dargaud en 1996. Il est réédité en 2004.